# جوزيف برونو
جوزيف برونو (بالإنجليزية: Joseph Bruno)‏ هو سياسي أمريكي، ولد في 26 نوفمبر 1955 في الولايات المتحدة. حزبياً، نشط في الحزب الجمهوري.